# C型アルドラーゼ
C型アルドラーゼ（しいがた - ）とは、A型アルドラーゼ・B型アルドラーゼと同じくアルドラーゼの一つで、脳特異的酵素である。

## 概要
C型アルドラーゼ(英Aldolase C, EC 4.1.2.13 *)はフルクトース-1,6-ビスリン酸アルドラーゼ（A型アルドラーゼ）のアイソザイムである。脳に局在し、小脳に最も多い。

## 発見の歴史
1989年、カナダのリチャード＝ホークスらは特異的モノクローナル抗体でほ乳類の小脳を免疫組織学的に染め、13本の平行な縦縞を発見した。これは小脳のプルキンエ細胞だけを染めていた。この抗原はゼブリンと命名され、下等なほ乳類から猿、ヒトの小脳に共通して同じ構造が見つかったので、注目が集まった。その後、抗原のクローニングが行われ、C型アルドラーゼであると判明した。C型アルドラーゼは九大の掘らによって別にクローニングされていた。

## 機能
機能はよく分かっていないが、プルキンエ細胞の軸索小丘に局在する。細胞内mRNAを検出するin situ ハイブリダイゼーション法では、小脳にはゼブリンと同じく13本の縦縞構造を示す。他にもあり、NGF受容体・興奮性アミノ酸トランスポーター4(EAAT4)などである。これらの縦縞構造は別の機能をもつと考えられる。なぜなら、小脳の外傷でNGF受容体は縦縞がなくなり均一な発現になるが、ゼブリンの縦縞構造は保たれたためである。
またラットのゼブリンは生後哺乳中まで均一な発現をするが、離乳期に縦縞発現に変わるといわれている。

## 遺伝子
遺伝子記号はALDOCでNCBI*, MIM *103870